# Lauriane Rougeau
Lauriane Rougeau, född den 12 april 1990 i Pointe-Claire i Kanada, är en kanadensisk ishockeyspelare som spelar för Montréal Canadiennes i CWHL och Kanadas damlandslag i ishockey.
Hon tog OS-guld i damernas ishockeyturnering i samband med de olympiska ishockeytävlingarna 2014 i Sotji. Vid hockeyturneringen vid olympiska vinterspelen 2018 i Pyeongchang tog hon en silvermedalj.